# Metentoria
Metentoria is een geslacht van Phasmatodea uit de familie Phasmatidae. De wetenschappelijke naam van dit geslacht is voor het eerst geldig gepubliceerd in 1907 door Karl Brunner-von Wattenwyl.

## Soorten
Het geslacht Metentoria omvat de volgende soorten:
- Metentoria regina Brunner von Wattenwyl, 1907
- Metentoria regulus (Westwood, 1859)